# Miles O'Brien
Miles Edward O'Brien nació en Killarney, Irlanda en septiembre de 2328. (DS9: "Homefront", "Whispers")
Enrolado en la Flota Estelar durante la guerra entre los cardassianos y la Federación, Miles sirvió en la Enterprise-D como jefe de transporte durante varios años. Más tarde le promocionaron a Jefe de operaciones a bordo de la estación espacial Deep Space 9 aunque la idea no le gustaba a su mujer Keiko. Miles y Keiko tuvieron dos hijos, Molly y Kirayoshi. La Guerra del Dominio estuvo a punto de apartarle de su familia, por lo que cuando terminó Miles aceptó una plaza como profesor en la Academia en la Tierra.

## Carrera profesional
En 2346 y con 18 años, O'Brien se unió a la Flota Estelar como cadete. Su padre quería que Miles entrase en la Academia Aldebarán de música, pero entró en la Flota a pesar de todo. (DS9: "Shadowplay")
A bordo del Rutledge
Uno de sus primeros destinos fue a bordo del USS Rutledge, bajo el mando de Benjamin Maxwell, donde sirvió como oficial táctico junior durante la Guerra Cardassiana. Un año después, O'Brien presenció las consecuencias de la Masacre de Setlik III, donde sus habilidades técnicas fueron útiles para reparar el escudo de un transporte, permitiéndoles a él y a otros trece miembros de la Flota escapar de una patrulla cardassiana. Esta acción le valió el ascenso a oficial táctico primario. O' Brien también formó parte de una escuadra para ayudar a los supervivientes de la masacre mientras los cardassianos aún patrullaban el emplazamiento. Estaba ayudando a un grupo de mujeres y niños cuando fue atacado por dos cardassianos. Fue capaz de dejar inconsciente a uno de ellos pero durante la pelea con el otro se vio forzado a matarlo. Hasta ese día, O' Brien nunca había matado a nadie ni a nada (Incluso se arrepentía de haber matado mosquitos de pequeño) y este incidente le provocó un profundo resentimiento hacia los cardassianos que llegó a rozar el racismo en una ocasión. Solía referirse a ellos con el término despectivo de Cardies. (DS9: "Emissary", "Captive Pursuit", "The Homecoming", "The Siege", "Tribunal").
Unos años después le comentó a Glinn Telle que no odiaba a los cardassianos, pero que se había convertido en la persona que era en parte por su culpa. (TNG: "The Wounded")

## A bordo del Enterprise-D
O'Brien fue transferido al USS Enterprise-D en 2364, con el rango de oficial bajo el mando del capitán Jean-Luc Picard. Durante la misión en Farpoint fue reasignado al puesto de controlador de vuelo. También ha servido en el departamento de seguridad de la nave, pero el puesto que mejor ha desempeñado es el de Jefe de transporte, lo que le ha permitido participar en varios eventos importantes, como el rescate del capitán Picard de los Borg en 2367.
En "Where Silence Has Lease" se muestra a O'Brien como teniente de primera trabajando como jefe de transporte. 
Durante la Guerra Civil Klingon, O'Brien hizo uso de su entrenamiento como oficial táctico, siguiendo al teniente Worf después de su dimisión en la Flota. Como resultado de aquello, se vio gravemente involucrado en el despliegue y mantenimiento de la rejilla de detección de taquiones que acabó por decidir el conflicto. (TNG: "Redemption, Part II")
En 2367, Miles se vio forzado a enfrentarse con su antiguo comandante, cuando el capitán Maxwell lanzó varios ataques contra puestos avanzados y naves de los cardassianos a pesar del tratado de paz entre la Federación y Cardassia.Fue su conocimiento de los sistemas de transporte lo que le permitió abordar la nave de Maxwell, la Phoenix, mientras sus escudos estaban subidos e intentar razonar con él para prevenir un derramamiento de sangre. (TNG: "The Wounded")
Durante su último año en la Enterprise Miles fue jefe de transportes y empezó una amistad con Reginald Barclay. (TNG: Realm of Fear)

## A bordo del Deep Space 9
En 2369 O'Brien contaba con una experiencia de 22 años llevando transportes. Es en ese año cuando deja la Enterprise y le promocionan a Jefe de operaciones a bordo de la Deep Space 9. Sus obligaciones en los primeros días fueron las reparaciones de los daños causados en la retirada de los cardassianos de la estación. Además intervino en la salida de la DS9 de la órbita de Bajor al Cinturón de Denorios, una vez descubierto el agujero bajorano. (DS9: "Emissary")
Poco después, O'Brien recibió un aviso por haber violado la Directiva Primaria al ayudar a escapar a los Tosk, uno de los primeros contactos en el Cuadrante Gamma, desobedeciendo órdenes directas del comandante Sisko. Los tosk iban a ser las presas en una cacería de un grupo conocido como "Los Cazadores". (DS9: "Captive Pursuit")
En una visita a un remoto pueblo bajorano se vio implicado en la política y folklore local debido a la muerte del Sirah, su líder. Éste debía controlar al Dal Rok, pero debido a su ausencia O'Brien se vio forzado a intentar mantener la unidad y la fuerza de todos los habitantes para que lo enfrentasen. (DS9: "The Storyteller")
En 2369, la asistente de O'Brien Neela planea asesinar al Vedek Bareil. O'Brien descubre el complot e informa a Sisko justo a tiempo para salvar la vida de Bareil. (DS9: "In the Hands of the Prophets")
Ayudó a Kira a rescatar a Li Nalas de un campo de trabajo cardassiano, y defendió la estación contra El Círculo, un grupo terrorista bajorano que intentaba echar a la Federación del sector. (DS9: "Homecoming", "The Circle", "The Siege")
En 2370, O'Brien estaba colaborando en el desarme militar de las armas más devastadoras de los T'Lani y los Kellerun cuando un sabotaje le expuso a un gel nanobiogénico letal. En la huida y rescate que siguieron, casi sucumbe por sus heridas, pero fue salvado por Julian Bashir, un acto que estrechó su amistad. Algunos meses después, mientras intervenía en los preparativos para una conferencia de paz en Parada II, O'Brien fue secuestrado y reemplazado por un replicante creado para sabotear la conferencia. El O'Brien duplicado murió después de que se descubriesen la amenaza que era, y el O'Brien real fue rescatado por el personal de la DS9.(DS9: "Armageddon Game", "Whispers")
A finales de 2370, Quark trató de manipular a Bashir y O'Brien en uno de los partidos de raquetball. Amañó el juego a favor de O'Brien cuando todo el mundo apostaba por Bashir, descubriéndose al final su plan. También en esa época O'Brien se quedó atrapado en una ocasión junto con Sisko en una de las colonias de la tierra, donde un campo de fuerza hacía imposible salir del planeta. O'Brien descubrió que no era un campo natural sino artificial y pudo desconectarlo. (DS9: "Rivals", "Paradise")
En diciembre de ese año, fue arrestado por fuerzas cardassianas y acusado de proporcionar armas a los Maquis, basándose entre otras evidencias en una grabación que había sido falsificada. Más tarde se descubrió que todo era parte de una conspiración para desacreditar a la Federación y darle a la Unión Cardassiana una posición más fuerte para negociar, por lo que O'Brien fue liberado. (DS9: "Tribunal")
En 2371 O'Brien ayudó a desmantelar un mecanismo de autodestrucción instalado en la DS9 por los cardassianos. También ayudó en el rescate de Sisko desde el pasado y trabajó con un grupo de mujeres cardassianas en un proyecto científico de la estación. Una de ellas trató de seducirle pero el la rechazó. (DS9: "Civil Defense", "Past Tense, Part II", "Destiny")
O'Brien murió en el 2371, después de verse expuesto a Radiación Delta en un accidente a bordo de la estación. Este hecho, acompañado por la presencia de un Pájaro de guerra romulano que estaba camuflado cerca, tuvo el efecto de lanzarlo unas cuantas horas adelante en el tiempo. Su muerte ocurrió cuando se expuso deliberadamente a la contaminación de la radiación para determinar la causa exacta de los acontecimientos que había presenciado. Fue "reemplazado" por su contrapartida temporal, que había viajado hasta ese momento en concreto. A partir de ese momento los hechos acontecidos afectaron a su versión futura y no a la "original". (DS9: "Visionary")
Otra de sus misiones lo llevó a la estación espacial klingon Ty'Gokor, en un intento de descubrir a Gowron como uno de los Changeling. Para la misión, Miles tuvo que ser alterado quirúrgicamente para parecer un klingon. (DS9: "Apocalypse Rising")
O'Brien, como parte de la tripulación del Defiant, descubrió una nave Jem'Hadar que se había estrellado en un planeta. Cuando un equipo de Jem'Hadar llegó para recuperar la nave se enzarzaron en una lucha. El tripulante Enrique Muñiz, amigo íntimo de O'Brien, murió como resultado de las heridas sufridas en el combate, lo que afectó a O'Brien profundamente. (DS9: "The Ship")
Mientras estaba en Bajor, Keiko fue poseída por un Pah-wraith. Amenazó con matarla a menos que O'Brien le ayudase a destruir el agujero de gusano. O'Brien fingió ayudarle, aprovechando un momento de distracción para dejarlo inconsciente y sacarlo de Keiko. También fue atrás en el tiempo hasta el Enterprise original y conoció al capitán Kirk, ayudándo a detener a un klingon que quería asesinar a Kirk y cambiando la historia. (DS9: "The Assignment", "Trials and Tribble-ations")
Durante su asignación en Empok Nor a fin de conseguir repuestos necesarios para la estación, él y su equipo encontraron a dos cardassianos en éstasis. Tras ser despertados, asesinaron psicopáticamente a parte del equipo hasta que Garak los mató, pero Garak resultó infectado con una droga cardassiana que le convirtió, al igual que esos cardassianos en un asesino psicópata, matando a uno de los miembros de la tripulación de O'Brien antes de que éste le dejase inconsciente y lo llevase de vuelta a la estación para tratarlo. La experiencia y la necesidad de tratar su pasado oscuro durante la guerra con Cardassia causaron que se hiciese luego amigo de Garak. (DS9: "Empok Nor")

## Servicio durante la Guerra del Dominio
O'Brien fue parcialmente responsable, junto con Rom y Jadzia Dax, de crear y desplegar un campo de minas autoreplicadoras que bloqueaba a las naves del Dominio la entrada al Cuadrante Alfa, un hecho que acabó precipitando la Guerra del Dominio. Miles dejó la estación junto con el resto de los miembros de la Flota Estelar y se embarcó a bordo del Defiant, donde estuvo asignado los tres primeros meses de la guerra. (DS9: "Call to Arms")
Junto con el resto de la comandancia de la DS9, O'Brien tuvo que ayudar a rescatar una nave Jem'Hadar detrás de las líneas enemigas. A pesar de su gusto por las raciones de emergencia, durante la guerra echó en falta la presencia de un replicador a bordo de la nave. (DS9: "A Time to Stand")
Formó parte del equipo que se enfrentó a los Jem'Hadar en un planeta en el que se habían estrellado ambas partes. Los Jem'Hadar fueron traicionados por los Vorta y cayeron en una emboscada. (DS9: "Rocks and Shoals")
Siguiendo al rescate del Rotarran, Miles tomó parte en la Operación Retorno, que consiguió reconquistar con éxito la DS9. Allí retomó sus antiguas obligaciones de antes de la captura. Poco después tuvo un papel ceremonial en la boda de Jadzia Dax y Worf. (DS9: "Sacrifice of Angels", "You Are Cordially Invited...")
A mediados de 2374, O'Brien fue reclutado por la Inteligencia de la Flota Estelar para infiltrarse en el Sindicato Orión en Farius Prime. Durante la misión, Miles trabó amistad con Liam Bilby, uno de los operarios del Sindicato. Después de que Bilby muriese cuando intentaba asesinar al embajador klingon, O'Brien se quedó al cuidado de su gato Chester, y le dio dinero a su viuda para pagar las deudas. (DS9: "Honor Among Thieves")
Ayudó en el rescate de la Defiant después de que hubiera sido tomada por los Jem'Hadar. En esas fechas su hija cayó en un portal del tiempo que la llevó trescientos años atrás. Cuando pudo ser rescatada era ya una adolescente y estaba viviendo en una era prehistórica. Ella fue incapaz de afrontarlo, pero cuando regresó al portal se encontró a ella misma con ocho años de edad y le ayudó a regresar junto con sus padres. (DS9: "One Little Ship", "Time's Orphan")
Siguiendo a la muerte de Jadzia Dax a finales de 2374, O'Brien tomó parte en el asalto a los Puertos de Monac, una misión prevista por Worf para dejar reposar e cuerpo de su mujer en el Sto-vo-kor. (DS9: "Shadows and Symbols")
En 2375, Miles se ocultó en New Sydney para buscar a Morica Bilby, la mujer de Liam, que había desaparecido de su casa. La misión de O'Brien no estaba autorizada y recibió una reprimenda por ello.(DS9: "Prodigal Daughter")
Poco antes de empezar la batalla final de la guerra, O'Brien tomó parte en el intento de recuperar el casino de Vic Fontaine, que había sido tomado por gánsteres de Chicago. (DS9: "Badda-Bing, Badda-Bang")
Antes del fin de la guerra, O'Brien aceptó un puesto en la Academia de la Flota Estelar como profesor de ingeniería. Cuando acabó la batalla de Cardassia, O'Brien y su familia dejaron la DS9 con destino a la Tierra para desempeñar el cargo. (DS9: "What You Leave Behind")
A fecha estelar 49648.0, O'Brien ha servido a bordo de media docena de naves, participado en 232 labores de combate y ha sido condecorado por la Flota en 15 ocasiones. (DS9: "Rules of Engagement", "Broken Link")

## Familia
La historia familiar de O'Brien se remonta hasta el siglo XI, siendo su antepasado el rey irlandés Brian Boru (el cual se ha podido ver algunas veces en los programas de la holosección). Otro ancestro importante de O'Brien fue Sean Aloysius O'Brien.
O'Brien creció en su infancia alimentado con comida "verdadera". Su madre pensaba que la comida replicada era menos nutritiva. Incluso sabía manejar y cortar la carne real. (TNG: "The Wounded")
Su padre deseaba que fuera músico y tocase el chelo, le hacía practicar todos los días, pero a los 17 años, tras enviar una grabación a la Academia de Música de Aldebarán, decidió enrolarse en la Flota, causando un gran enfado a su padre, pero finalmente, se ganó su admiración al desarrollar su carrera como Oficial de la Flota. (DS9: "Shadowplay")
Su madre murió en 2368 y su padre Michael se volvió a casar un año después. aunque Miles nunca ha conocido a su madrastra. (DS9: "Whispers") La relación con su padre fue difícil durante su adolescencia. Michael quería que su hijo siguiera la carrera de músico, obligándole a practicar todos los días. El enrolamiento de Miles en la Flota Estelar fue algo muy duro para él que los distanció durante mucho tiempo. No obstante, al final los dos lograron reconciliarse y Michael se siente muy orgulloso de su hijo y de sus logros.
Siendo niño, O'Brien desarrolló fobia a las arañas. En una misión en Zayra IV, Miles tuvo que realizar una reparación crítica en un tubo Jefferies rodeado de arañas talarianas. La experiencia sirvió para superar su miedo e incluso más tarde guardó una tarántula lycosa llamada Christina como mascota en la Enterprise-D. (TNG: "Realm of Fear")
Se casó con Keiko Ishikawa a bordo de la Enterprise el 24 de octubre de 2367, y la pareja tuvo su primer hijo al año siguiente, una niña a la que llamaron Molly. (TNG: "Data's Day", "Disaster") Cuando los O'Brien fueron trasladados a la Deep Space 9 nació el segundo hijo en 2372, con el nombre de Kirayoshi. El desarrollo de Kirayoshi fue complicado, teniendo que ser forzosamente "recolocado" dentro de Kira Nerys. Miles sintió durante este periodo una atracción por ella que además era mutua, pero finalmente acordaron separar sus sentimientos y continuar siendo amigos.
Como un ritual antes de ir a la batalla, O'Brien solía grabar un mensaje de despedida a su familia en caso de que muriese. Cada vez que grababa uno pensaba que era el definitivo, el que su familia escucharía. Entre 2367 y 2372 grabó un total de once mensajes. (DS9: "To the Death")
Amigos y pasatiempos
Durante su infancia, Miles desarrolló aptitudes para la construcción. A pesar de sacar malas puntuaciones en los test de mecánica, invirtió muchas horas construyendo maquetas de motores de naves espaciales y montando transmisores subespaciales. También es aficionado al senderismo, practicando la escalada en su Irlanda nativa. (TNG: "All Good Things...")
A bordo de la Deep Space 9, O'Brien forjó una gran amistad con Julian Bashir, el oficial médico principal. Solían rivalizar en actividades como el racquetball o los dardos. Eran usuarios habituales de la holosección, soliendo recrear escenarios históricos como la Batalla de Inglaterra o el Álamo, además de crear los suyos propios.
Otra de sus pasiones era el kayak, que practicaba en la holosección, y era frecuente verlo en la enfermería con leves heridas en el cuerpo. Precisamente en una ocasión tuvo que someterse a una cirugía de reemplazo de una porción del húmero en 2371, aunque la herida no fue causada exactamente por el deporte en cuestión. La operación no acabó con los habituales problemas con el hombro, sufriendo otra lesión cuatro años después mientras jugaba el béisbol.
Amante de la música, suele tocar en un cuarteto de cuerda a bordo de la Enterprise. O'Brien también es fan de las novelas de detectives, particularmente del escritor Mickey Spillane y su personaje Mike Hammer, una afición que le contagió a Odo, quien le solía pedir libros prestados a menudo.
Una de las bebidas favoritas de O'Brien's es el café: Mezcla jamaicana, doble y con dos de azúcar. (DS9: "Whispers")
Realidades Alternativas
En el anti-tiempo pasado creado por Q, Miles quedó desconcertado porque el capitán Picard sabía de su afición de construir maquetas de naves espaciales, ya que esa información la aprendió de una conversación que se realizaría varios años después. (TNG: "All Good Things...", "Booby Trap") 
En una línea temporal alternativa creada cuando el USS Defiant se estrelló en Gaia, O'Brien tenía varios descendientes con los supervivientes, incluida Miranda. (DS9: "Children of Time")